# Regionalny Zespół Pieśni i Tańca „Kaszuby”
Regionalny Zespół Pieśni i Tańca „Kaszuby” – amatorski zespół istniejący od 1946 roku. Propaguje folklor kaszubski.
Od chwili powstania i opracowania pierwszego programu występował na różnych imprezach, akademiach i uroczystościach organizowanych na terenie całego kraju i za granicą. Występował między innymi z okazji I rocznicy wyzwolenia Gdańska w 1946 r. (był to pierwszy występ od którego datuje się powstanie zespołu).
Zespół brał udział we wszystkich odbywających się od 1949 r. Centralnych Dożynkach, między innymi w Krakowie, Opolu, Szczecinie, Poznaniu, Bydgoszczy, Lublinie, Olsztynie, Koszalinie oraz kilkakrotnie w Warszawie. Zespół koncertował prawie we wszystkich większych miastach Polski, a  także wielokrotnie propagował folklor kaszubski poza granicami kraju. Zespół gościł w prawie wszystkich krajach Europy, poza Islandią, Estonią i Albanią. Odwiedzał także kraje takie jak Kanada, Turcja, Egipt.
Zespół występował w filmach „Kaszebe”, „Noc Świętojańska”, „Jadą Gwiżdże”, „Degus na Kaszebach”, „Nuty Kaszubskie”, „Wesele Kaszubskie”, „Scena Rybacka”, „Ścinanie Kani” oraz ogólnopolskich programach radia i telewizji. W czasie swej działalności '„Kaszuby” odniosły wiele sukcesów na różnych scenach w Polsce. W kategoriach zespołów chóralnych zdobyły 1 miejsce na przeglądach w Warszawie, Olsztynie, Gdańsku i Wejherowie. Zdobywały wiele razy 1 miejsca na różnych przeglądach powiatowych, wojewódzkich i krajowych: 5 razy 1 miejsce na przeglądzie Zespołów Kaszubskich w Chojnicach, 4 miejsce na Festiwalu Zespołów Folklorystycznych Polski Północnej w Gdańsku, 1 miejsce na II Festiwalu w Słupsku oraz w wielu innych miejscowościach. Dwukrotnie też zespół zajął 3 miejsce na Ogólnopolskim Festiwalu Kapel i Śpiewaków Ludowych w Kazimierzu.
Za swoje osiągnięcia artystyczne grupa otrzymała szereg nagród, wyróżnień i dyplomów. Zespół koncertował prawie we wszystkich większych miastach Polskich.
Repertuar zespołu składa się wyłącznie z piosenek, melodii i tańców pochodzących z regionu kaszubskiego. Elementy składające się na program to obyczaje noworoczne (przebierańcy), noc świętojańska, wesela oraz składanka tańców, gadek i przyśpiewek kaszubskich. „Kaszuby” jako pierwsze wprowadziły do swego programu niespotykane w innych regionach Polski stare instrumenty ludowe: bazuny, diabelskie skrzypce i burczybasy.
Od 1961 roku kierownikiem zespołu jest jego wychowanek Franciszek Kwidziński (w zespole od 1952r.), który od 1985 r. jest również instruktorem tańca. Kierownik, instruktorzy, kapela i członkowie pracują w zespole społecznie, nie otrzymują i nie otrzymywali nigdy żadnego wynagrodzenia. Zespół liczy obecnie około 50 członków w wieku od 16 do 78 lat.
Zespół „Kaszuby” jako pierwszy wprowadził do swego programu stare instrumenty ludowe charakterystyczne dla Kaszub takie, jak:
- burczybasy
- bazuny
- diabelskie skrzypce